# 4 Non Blondes
4 Non Blondes var en amerikansk musikgrupp från San Francisco som var verksam under tidigt 1990-tal. Gruppen bildades av basisten Christa Hillhouse, gitarristen Shaunna Hall, trummisen Wanda Day och sångaren och gitarristen Linda Perry.
Gruppens första och enda album Bigger, Better, Faster, More! gavs ut 1992. År 1993 fick de en stor hit med singeln "What's Up?".
År 1996 lämnade sångerskan Linda Perry gruppen för en solokarriär och gruppen upplöstes efter att inspelningen av deras andra album avslutats. Detta album gavs aldrig ut.
Den 11 maj 2014 återförenades gruppen för att uppträda på en insamlingsaktion med titeln "An Evening For Women" som hölls på Beverly Hilton i Los Angeles. De sex låtarna på spårlistan var "Train", "Spaceman", "The Ladder", "Mighty Lady", "Superfly" och "What's Up?". Insamlingen organiserades av Los Angeles LGBT Center (tidigare känd som Los Angeles Gay and Lesbian Center).

## Medlemmar
- Linda Perry – sång, gitarr (1989–1994, 2014)
- Christa Hillhouse – basgitarr, sång (1989–1994, 2015)
- Shaunna Hall – sologitarr (1989–1992)
- Wanda Day – trummor (1989–1991; död 1997)
- Dawn Richardson – trummor (1991–1994, 2014)
- Louis Metoyer – gitarr (1992)
- Roger Rocha – sologitarr (1992–1994, 2014)

## Diskografi

### Studioalbum
| År   | Albuminformation                                                                      | Högsta listposition | Högsta listposition | Högsta listposition | Högsta listposition | Högsta listposition | Högsta listposition | Högsta listposition | Högsta listposition | Högsta listposition | Högsta listposition | Certifikat                                            |
| År   | Albuminformation                                                                      | US                  | AUS                 | AUT                 | GER                 | NLD                 | NO                  | NZ                  | SWE                 | CH                  | UK                  | Certifikat                                            |
| ---- | ------------------------------------------------------------------------------------- | ------------------- | ------------------- | ------------------- | ------------------- | ------------------- | ------------------- | ------------------- | ------------------- | ------------------- | ------------------- | ----------------------------------------------------- |
| 1992 | Bigger, Better, Faster, More! - Releasedatum: 13 oktober 1992 - Skivbolag: Interscope | 13                  | 4                   | 1                   | 1                   | 1                   | 1                   | 10                  | 1                   | 1                   | 4                   | - US: Platinum - AUS: Gold - GER: 3 × Gold - UK: Gold |

### Livealbum
- 1994 – Hello Mr. President (Live in Italy 1993)

### Samlingsalbum
- 1995 – Misty Mountain Hop

### Singlar
- 1993 – "What's Up?"
- 1993 – "Spaceman"
- 1993 – "Dear Mr. President"